# Masia del Gassó
La Masia del Gassó és una masia situada al municipi de Salomó, a la comarca catalana del Tarragonès.